# Programmable system device
Programmable system device (PSD, dt. etwa programmierbares Systembauelement) war der Name einer Reihe von integrierten Schaltkreisen zur Benutzung in Mikroprozessorschaltungen der Firma STMicroelectronics. Die Bausteinreihe wurde vom Hersteller abgekündigt.
PSDs werden typischerweise mit einem Mikroprozessor oder -controller kombiniert, um deren Funktionen für kleinere Anwendungen, beispielsweise eingebettete Systeme, zu erweitern. Dabei werden folgende Funktionen auf einem Chip vereint: statischer Arbeitsspeicher (SRAM), Flashspeicher und ein FPGA, mit dem beispielsweise Adressdekoder und Ein-/Ausgabefunktionen realisiert werden können. Die Bausteine können im System mittels JTAG-Schnittstelle programmiert/konfiguriert werden.